# Sixeonotus recurvatus
Sixeonotus recurvatus är en insektsart som beskrevs av Knight 1929. Sixeonotus recurvatus ingår i släktet Sixeonotus och familjen ängsskinnbaggar. Inga underarter finns listade i Catalogue of Life.